# Talga River
Talga River är ett vattendrag i Australien. Det ligger i delstaten Western Australia, omkring 1 300 kilometer norr om delstatshuvudstaden Perth.
Omgivningarna runt Talga River är i huvudsak ett öppet busklandskap. Trakten runt Talga River är nära nog obefolkad, med mindre än två invånare per kvadratkilometer. Genomsnittlig årsnederbörd är 660 millimeter. Den regnigaste månaden är januari, med i genomsnitt 243 mm nederbörd, och den torraste är september, med 1 mm nederbörd.